# ليه جوردن
ليه جوردن (بالإنجليزية: Les Jordan)‏ هو سياسي أسترالي، ولد في 26 يوليو 1896، وتوفي في 29 سبتمبر 1965 في أستراليا. حزبياً، نشط في New South Wales National Party ‏. وقد انتخب عضو الجمعية التشريعية نيو ساوث ويلز.